# 高木場御坊
高木場御坊（たかきばごぼう）は、かつて越中国礪波郡蟹谷荘（現在の富山県南砺市南蟹谷地域）にあった坊舎。
本願寺8代蓮如の孫実玄が住まい越中一向一揆の領袖的存在と位置付けられていたが、1519年に坊舎が炎上したことにより安養寺に移転した。安養寺は更に伏木古国府に移転しており、現在では雲龍山勝興寺として知られている。

## 概要

### 前史

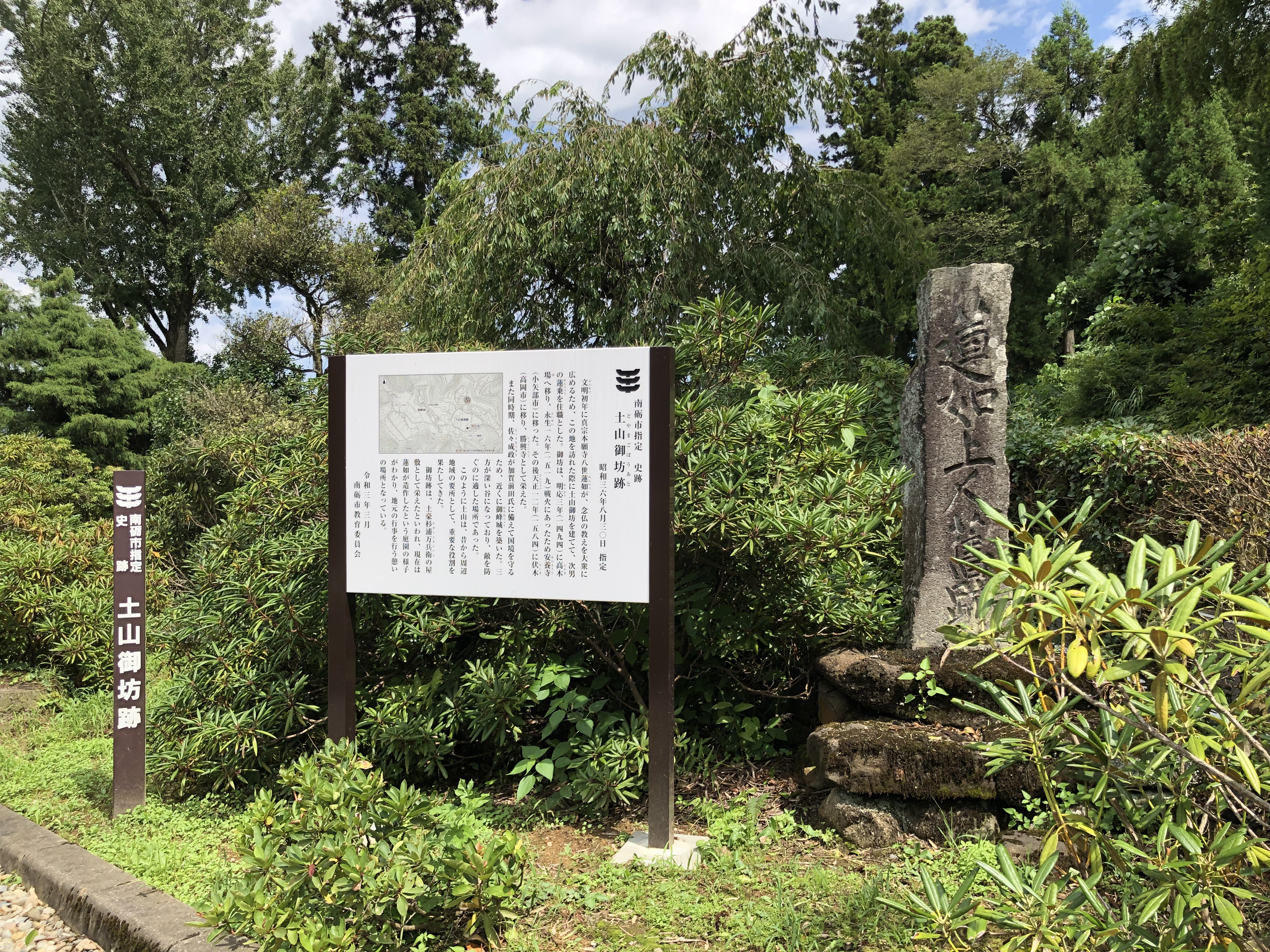
土山御坊跡地（現南砺市・旧南蟹谷村）土山

高木場御坊の前身は現在の南砺市土山に位置する土山御坊で、如乗（本願寺6世巧如の次男）の妻勝如尼の開基とも、蓮如の次男で勝如の娘婿となった蓮乗の開基とも伝えられる。蓮乗は北陸方面での教線の拡大を担い一時は井波瑞泉寺・若松本泉寺・土山御坊の3ヶ寺を兼ねたが、生来病弱であったためにやがて3ヶ寺をそれぞれ兄弟に委ね、土山御坊は蓮如の4男である蓮誓が継承することとなった。『勝興寺系譜』では蓮誓が土山御坊に入ったのは文明11年（1480年）のこととされるが、蓮如書状の内容などから、研究者はそれ以前から土山御坊入りしていたと推定している。
蓮誓は文明13年（1482年）には田屋川原の戦いでの勝利に大きく貢献し、同年中には礪波郡北東部に中田坊（現高岡市中田地域）を築くに至った。また、この頃に正親町持季の娘如専と結婚しており、文明14年（1483年）には長男蓮能が生まれている。しかし、長享2年（1488年）の長享の一揆で事実上守護富樫家を滅亡に追い込んだ加賀国の真宗寺院は越中以上に勢力を拡大しており、やがて北陸を統轄する立場は蓮誓から弟の本泉寺蓮悟・松岡寺蓮綱ら「両御山」へと移り変わってしまった。本願寺教団内で微妙な立場に立たされた蓮誓はやがて加賀国の山田光教寺に移ることとなり、蓮誓の移住が切っ掛けとなって土山御坊から高木場御坊への移転が行われることとなった。

### 創建

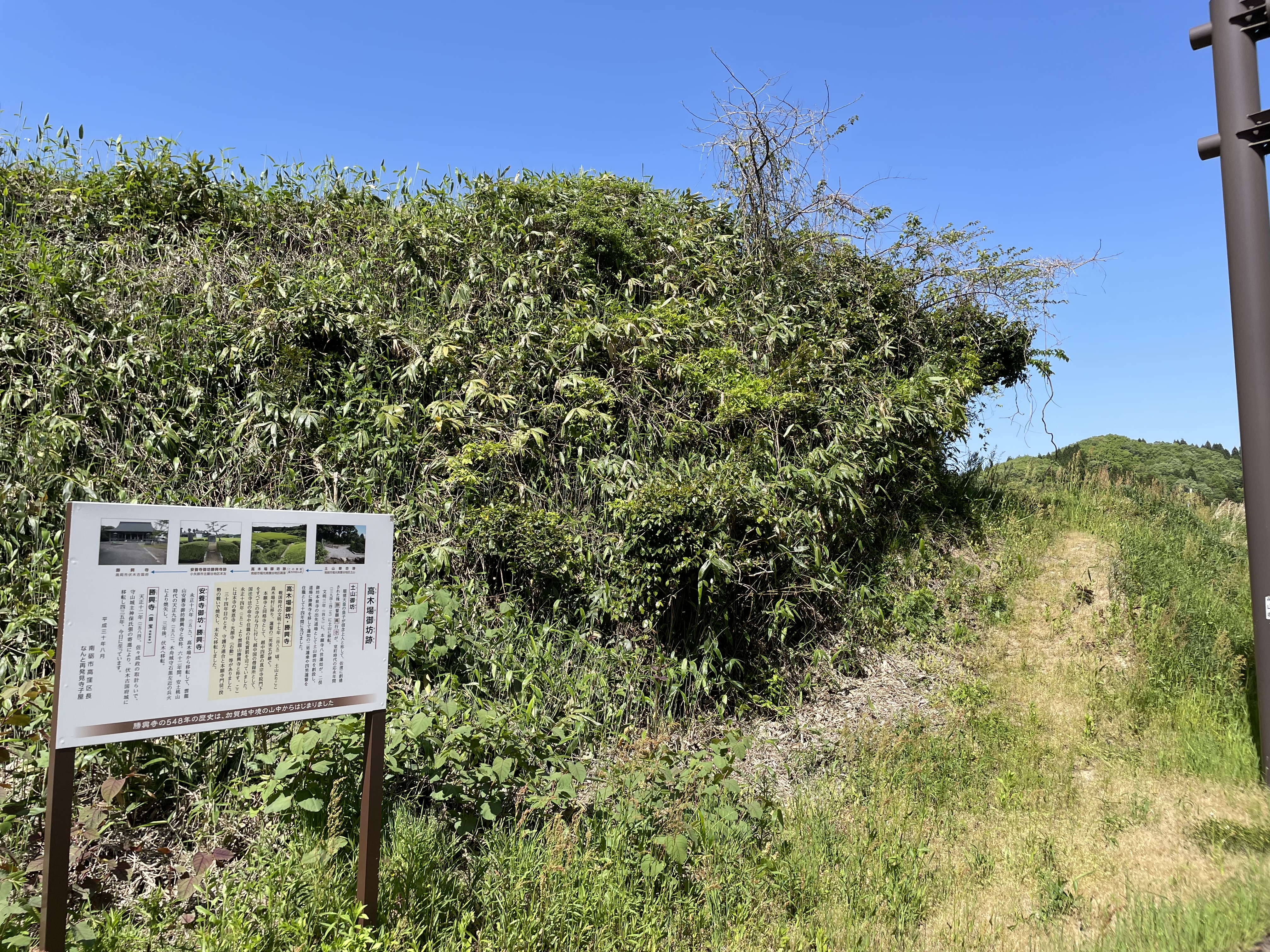
高木場御坊跡地（現南砺市・旧南蟹谷村高窪）

高木場御坊を治めた勝興寺実玄は、文明18年（1486年）の生まれと伝えられている。しかし、実玄の誕生とほぼ同時期に蓮誓は加賀国の山田光教寺に移ることとなったため、蓮誓は土山御坊を実玄に委ね、これにあわせて寺基を高木場に移すこととした。この間の経緯を『塵拾鈔』は以下のように記している。
すなわち、土山が「霧深い所」であったために高窪（高木場）へ移ることとなったが、それまで住持であった蓮誓が加州山田（光教寺）に住まうこととなっため、実玄を本泉寺如秀の猶子とする形で高木場御坊の住持としたのであった。
『勝興寺系譜』は高木場御坊への移転を明応3年（1494年）のこととするが、上記『塵拾鈔』の記述から久保尚文などは実際には文明年間末（1485〜1486年?）ことと推定する。一方、金龍教英は実玄が「如秀の猶子」となっていることに注目し、文明年間末ならば存命の勝如禅尼の猶子となる方がより自然であり、勝如禅尼の没後に実玄が高木場御坊に入ったとすれば明応3年でも不自然ではない、と指摘する。

### 本尊の下付

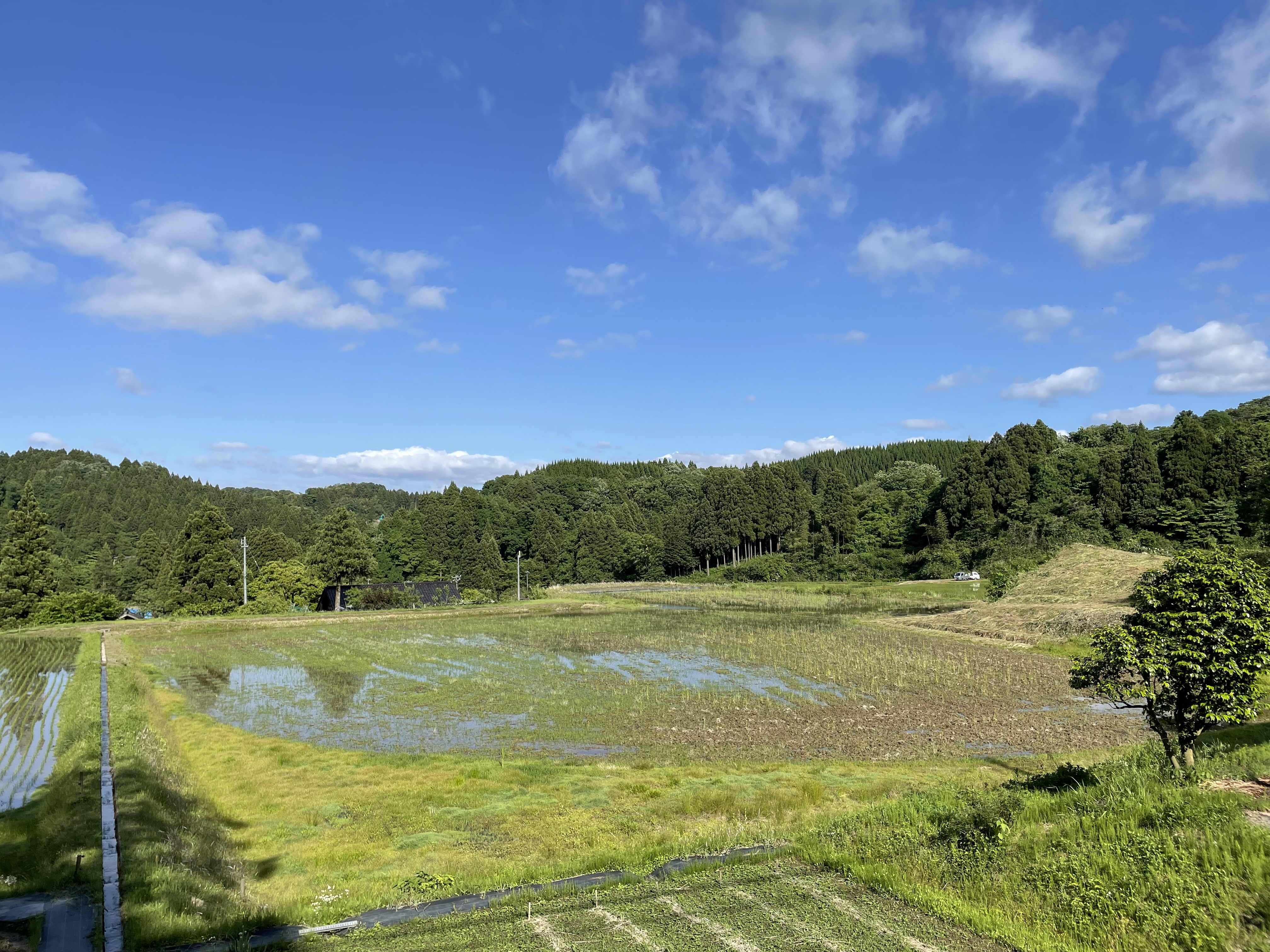
高所から見る高木場御坊跡地

1505年（永正2年）、蓮如の7回忌法要が3月25日に山科本願寺で営まれ、恐らくはこの時に蓮誓は実玄のため「本尊・御影・御伝絵」を下付するよう働きかけた。その結果、同年7月4日に本願寺9代実如より下付された本尊の裏書が勝興寺に現存しており、下記のように記されている。
また、1517年（永正14年）付下間頼慶書状によると、承久の乱で佐渡へ配流された順徳院が勅願所として創設した寺院の申し入れにより、その寺号を継承して「勝興寺」と称する様になったという。この書状自体は下間頼慶の官途名・花押が実際のものと異なるため偽作とみられるが、別史料（反故裏書）に「寺号も実如上人つけさせらる。高木場往持の時なり」との記述があり、「勝興寺」と称するようになったのが高木場御坊時代のことであったのは間違いない。
大谷本願寺の支的身分は親鸞御影・絵伝の下付によって成り立つものであり、これと勝興寺を称する事によって高木場御坊は本願寺教団の一家衆として正式に寺基を構えたこととなる。始めて上記本尊裏書を紹介した金龍教英は、「永正二年が同寺の実質的な開基年とも考えることができよう」とも評している。

### 炎上・移転

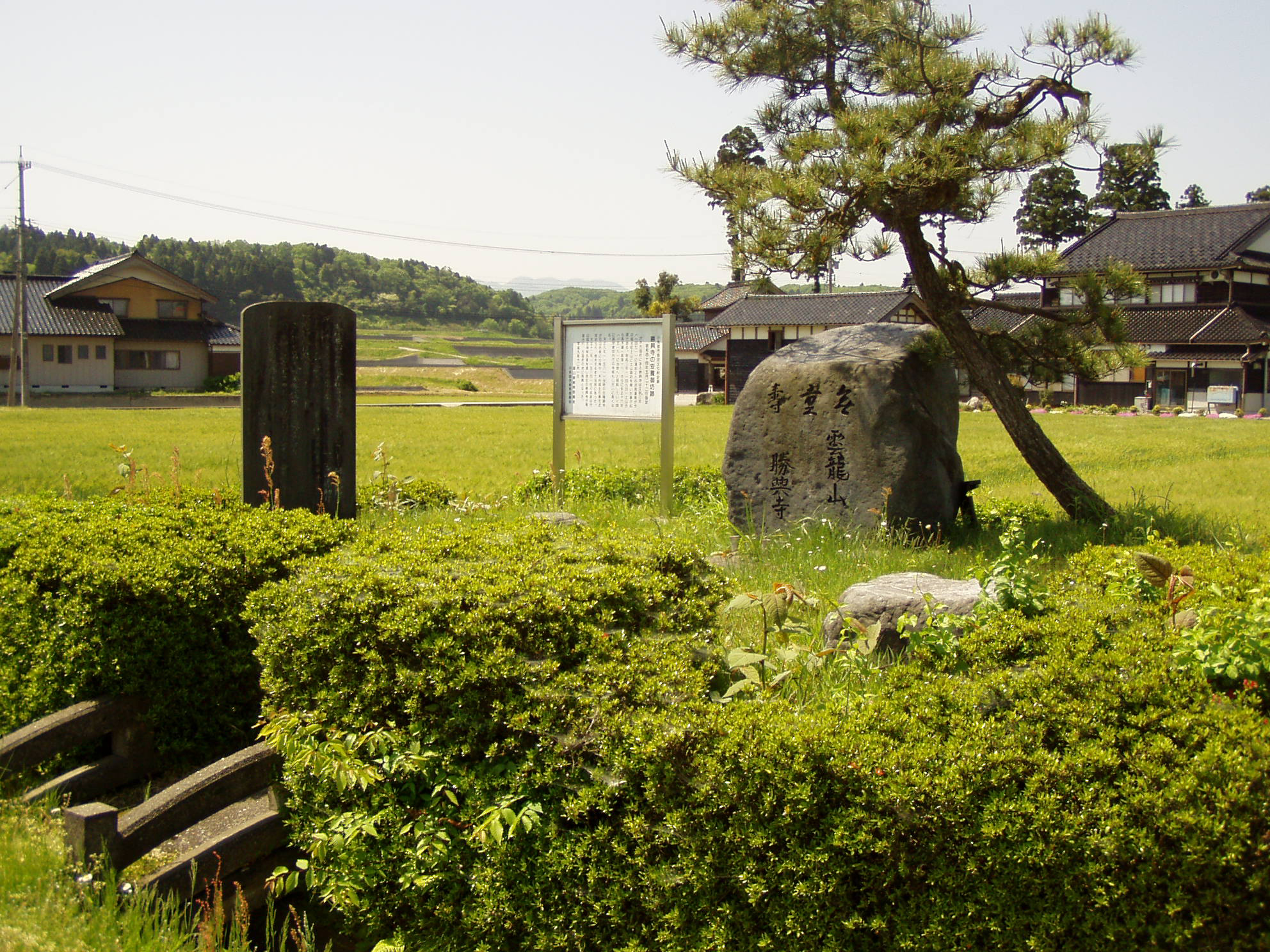
安養寺御坊石碑と案内板（現小矢部市・旧北蟹谷村末友）

『勝興寺系譜』によると、永正16年（1519年）に兵火に遭って高木場御坊が炎上し、同年中に安養寺御坊に移転したとされる。この時の「炎上」の理由について諸史料は言及しないが、同年中に起こった長尾為景の越中侵攻と関係があるのではないかとする説がある。
永正16年、越後国の長尾為景は越中国婦負郡の神保慶宗を父の仇とみなし、能登国の畠山義総と連携して畠山勝王を総大将とし越中に攻め込んだ。為景は神保慶宗を二上山の守山城に包囲し「落城は時間の問題（彼城及落居計之刻）」とされるまで追い詰めながら、「能登国からの軍団に不慮の事態が起こった（能州口不慮出来）」ことを理由に撤退せざるを得なくなった（長尾為景書状）。
長尾為景は書状の中で「両口」で問題が起こったとも記しており、この「両口」は畠山義総が進軍した「能登口」と畠山勝王が進軍した「加賀口（蓮沼口）」を指すとみられる。加賀口（蓮沼口）の進軍路上にはまさに高木場御坊が存在しており、畠山勝王はこの戦役で中立を表明していた高木場御坊に攻撃を仕掛けてしまったため、周辺の一向一揆の逆襲を受け能登口の畠山義総も含め「不慮の事態（不慮出来）」に陥ったのではないかと推測される。なお、この一戦で声望を落としたためか畠山勝王は礪波郡守護代の遊佐慶親らから「無信用候」とまで評されている。畠山本家の情勢悪化もあってか、これ以後畠山勝王は史料上でほとんど言及されなくなり姿を消すこととなる。
こうした経緯で実玄は高木場御坊を離れ安養寺に居を移すこととなったが、図らずも一連の争乱によって神保・遊佐ら越中国西部国人の勢力は弱体化しており、この間隙を突いて安養寺＝勝興寺は更なる発展を遂げることとなる。

### 現在
高木場御坊の退転後、この地は高木場（たかきば）が転訛した高窪（たかくぼ）集落として知られるようになった。高窪集落は加賀藩による統治を経て、現代まで続いている。
2018年8月30日には、「高木場御坊」の跡地を示す看板が現地高窪集落の住民によって設置されている。

## 高木場御坊関連年表
- 1460年頃（寛正元年）：如乗が死去し、妻の勝如尼が往持代として瑞泉寺・本泉寺を守る。
- 1470年前後：勝如尼による土山御坊の創建。
- 文明3年以前：蓮乗が勝如尼の娘如秀と結婚。文明3年に長女如了が生まれる。
- 1473年（文明5年）：蓮乗が瑞泉寺・本泉寺・土山御坊の三寺坊を兼ねるようになる。
- 1475年（文明7年）：蓮如の吉崎退去。この頃、まだ蓮誓は吉崎に居住していた。
- 1476年（文明8年）：蓮如書状にて「（土山坊の）造作」について言及。この造作が完成した後蓮誓は如専を迎えたものか。
- 1479年（文明11年）：蓮誓が土山御坊に入る（『勝興寺系譜』に拠る。ただし1480よりも前のことであったとする説もある）。
- 1480年（文明12年）：蓮乗が病により蟄居。この後、本泉寺は弟の蓮悟に、瑞泉寺は妹の了如と結婚した蓮欽に委ねていく。
- 1481年（文明13年）：田屋川原の戦いで勝利に貢献し、同年中に中田坊を新設する。
- 1482年（文明14年）以前：蓮誓が正親町持季の娘如専と結婚。文明14年に長男蓮能が生まれる。
- 1486年（文明18年）：蓮誓の次男実玄が生まれる。同年、蓮誓は山田光教寺に移住する。
- 1494年（明応3年）：高木場御坊への移転（『勝興寺系譜』に拠る。ただし文明年間末のこととする説もある）。
- 1505年（永正2年）：実玄と蓮淳の長女妙勝が結婚。これを受け、蓮誓が本尊・御影・御伝絵の下付を申し請け、実玄に渡された。
- 1513年（永正10年）：実玄の長男証玄生まれる。
- 1517年（永正14年）：順徳上皇が創設した殊勝誓願興行教寺が寺の名前の譲渡を申し入れ、以後「勝興寺」と称するようになる。
- 1519年（永正16年）：恐らくは畠山春王の攻撃を受け高木場御坊が炎上。実玄は安養寺御坊を建てて移転した。